# Église de la Sainte-Trinité (Ixelles)
Pour les articles homonymes, voir Église de la Sainte-Trinité.
L'église de la Sainte-Trinité (en néerlandais : Drievuldigheidskerk) est un édifice religieux du XIXe siècle, situé à Ixelles (en bordure de Saint-Gilles), commune de Bruxelles (Belgique). Sa façade (XVIIe siècle) est celle de l’ancienne église des Augustins, démolie en 1893 pour permettre la création de la place de Brouckère. Elle est église paroissiale catholique.

## Histoire
Au XIXe siècle, dans le cadre de l’aménagement de l’avenue Louise, Léopold Ier souhaite développer et urbaniser le quartier Ten Bosch d’Ixelles. Il y fait construire (entre 1847 et 1857) une chapelle provisoire sur un terrain offert par le banquier Georges Brugmann qui contribue également à son financement.
Ayant passé avec son père une partie de son enfance en Italie, l’architecte Jacques Francart II revient en Belgique avec des influences de baroque italien. Mêlé au style brabançon très ancré de l’Europe du Nord, il va édifier une façade où les deux styles se côtoient harmonieusement. On a déjà un aperçu du savoir-faire de l’architecte qui bâtit peu avant l’église des Jésuites de Bruxelles. La façade des Augustins en est très inspirée.
En 1893, la fabrique d’église de la Sainte-Trinité acquiert la façade de l’église des Augustins (de la place de Brouckère), ancienne église protestante néerlandophone de Bruxelles, alors en démolition et la remonte pierre par pierre comme façade de l’église de la Sainte Trinité, au droit de nouvelle rue du Bailli.
Lorsque J. J. Van Ysendijck est nommé architecte de l’église de la Trinité en 1894, il prévoit la restitution fidèle du plan baroque de Jacques Francart. Durant la deuxième campagne de construction en 1907, Symons ajoute un transept et deux petites chapelles.
Le grand portail baroque de Jacques Francart donne désormais accès à une nef construite en 1895, au chœur et aux transepts (1907) par les architectes Jules-Jacques Van Ysendyck et Symons chargés de remplacer l’ancienne chapelle de Ten Bosch par l'église paroissiale. Déjà partiellement en service en 1895, la nouvelle église complète, est ouverte au culte le 28 novembre 1908.
Le plan de l’église de la Trinité est en croix latine et suit la façade tripartite. Il est pourvu d’une nef principale de cinq travées et de deux collatéraux aboutissant à deux chapelles rectangulaires. La nef s’achève sur un choeur de deux travées où l’abside polygonale à fond plat est flanquée de sacristies.

## Façade
Faite de pierre de Grimbergen (certains éléments sont en pierre de Gobertange), la façade est marquée par son verticalisme prédominant et la puissance de son relief.
Elle est composée de trois registres, caractéristique brabançonne. Sa verticalité est marquée par de nombreux éléments : ses encadrements saillants, les jeux d’ombres qu’ils produisent (des lignes horizontales brisées en faveur des verticales), des volutes légèrement détournées des volutes a l’italienne, des torchères et les frontons brisés au profit des oculus, de la baie et de l’édicule.
On distingue à chacun des étages des parements unis sur lesquels s’adossent tous ces éléments saillants comme des composantes indépendantes.
Le premier registre se constitue de trois travées bordées de pilastres et de colonnes doriques monumentales, engagées et jumelées. Dans chacune des travées, trois portes s’établissent chacune sous un fronton brisé surmonté d’un oculus. La porte principale est différente des latérales et est couronnée d’un arc en plein cintre, puis du fronton coupé par l’oculus, lui aussi différent des deux autres.
Le deuxième registre est séparé du premier par un entablement qui s’étend sur toute la largeur de la façade. On compte pour la corniche de nombreux ressauts qui ici encore, vont accentuer le relief. Au dessus, on trouve un attique marqué d’un fronton monumental aux rampants droits, interrompu par un cartouche. Ce registre est entouré de volutes très sveltes, qui de leur forme, marquent encore plus la verticalité de l’édifice. Il est également flanqué de deux pilastres sur lesquels reposent respectivement deux mêmes colonnes corinthiennes engagées. Au milieu, trône une baie juste au dessus du cartouche. Celle-ci est couronnée d’un pseudo fronton, lui aussi interrompu. On trouve aux deux extrémités, dans l’alignement du premier registre, des torchères colossales que l’on peut voir entièrement.
Le troisième registre est un fronton aux rampants semi-circulaires interrompus par un édicule, petite construction indépendante, sur lequel un cartouche siège. Il est surmonté d’un fronton classique qui est le seul à ne pas être brisé. Derrière cet édicule, on trouve un petit clocher avec un abat-son. Des torchères sont également présentes en arrière plan du fronton, ce qui en cache la base.
Le style brabançon sur la façade de cette église est pour le moins très distinct : verticalité, parement uni, triple registre, pignon. La touche baroque n’est pas moindre puisque tous les éléments décoratifs tels que les colonnes, les pilastres et tout autre ornement non structurel sont bien présents et donnent naissance au baroque belge.

## Patrimoine
- L'autel néobaroque en chêne (1863), dans le transept, comme la chaire de vérité, tous deux œuvres de l'ébéniste J.F. Van Hool, proviennent de la chapelle de l'hôpital Saint-Jean de Bruxelles. L'autel central (1948) est en marbre de Skyros.
- Une statue de Notre-Dame, œuvre de l'artiste brabançon Jérome Duquesnoy (XVIIe siècle).
- Deux tableaux du XVIIe siècle représentant des scènes de la vie du Christ (N.E. De Péry).
- Deux autres tableaux d'auteurs inconnus représentant une scène de l'enfance de Jésus et une scène de vision d'un moine théologien.
- Les vitraux dans le chœur du sanctuaire datent de 1937 et sont œuvres de Louis-Charles Crespin.
- Un tableau de l'artiste brabançon Jean van Orley (1665-1735): Saint Éloi guérissant des malades.

## Galerie

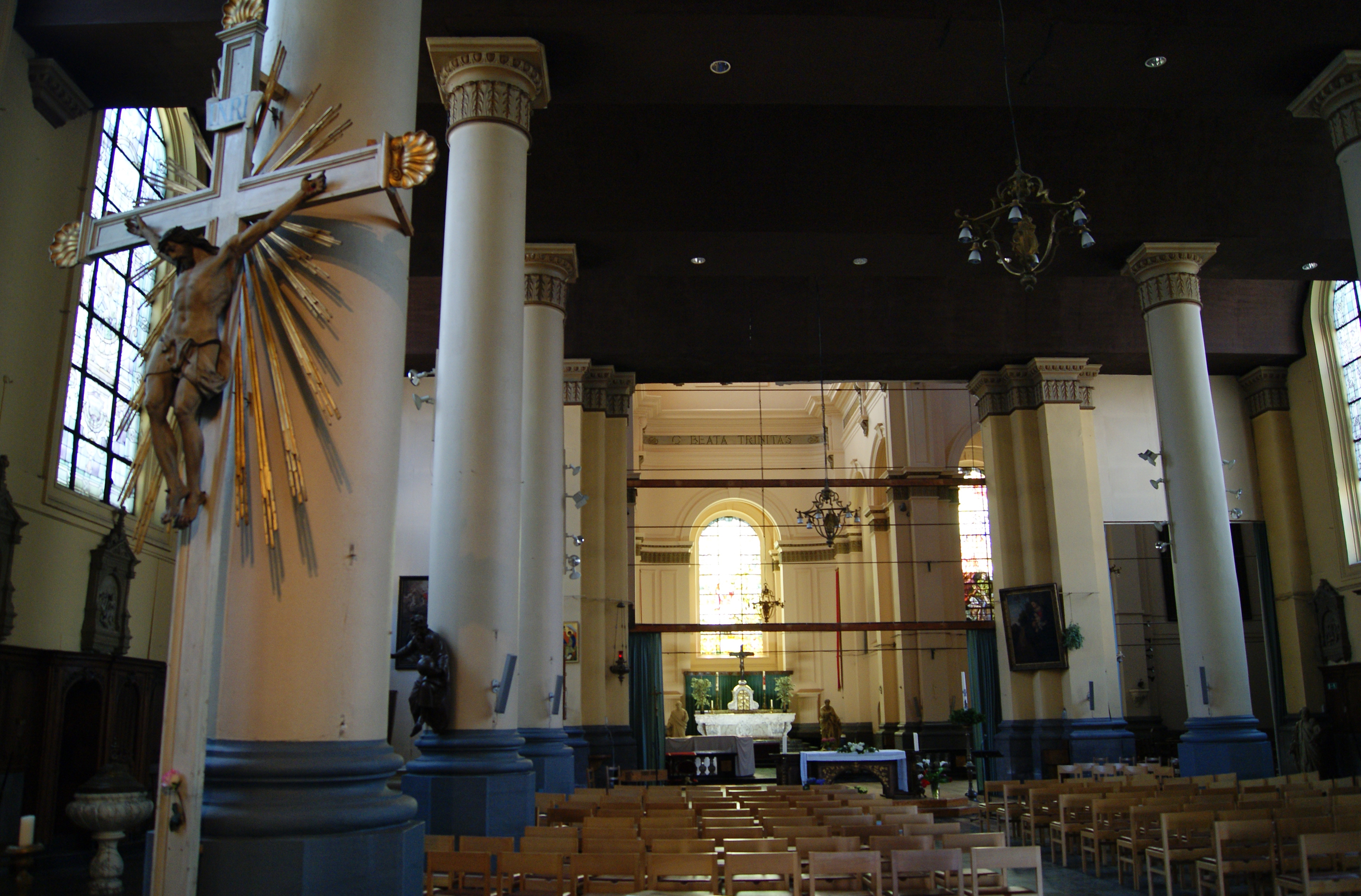
Vue intérieure de l'église
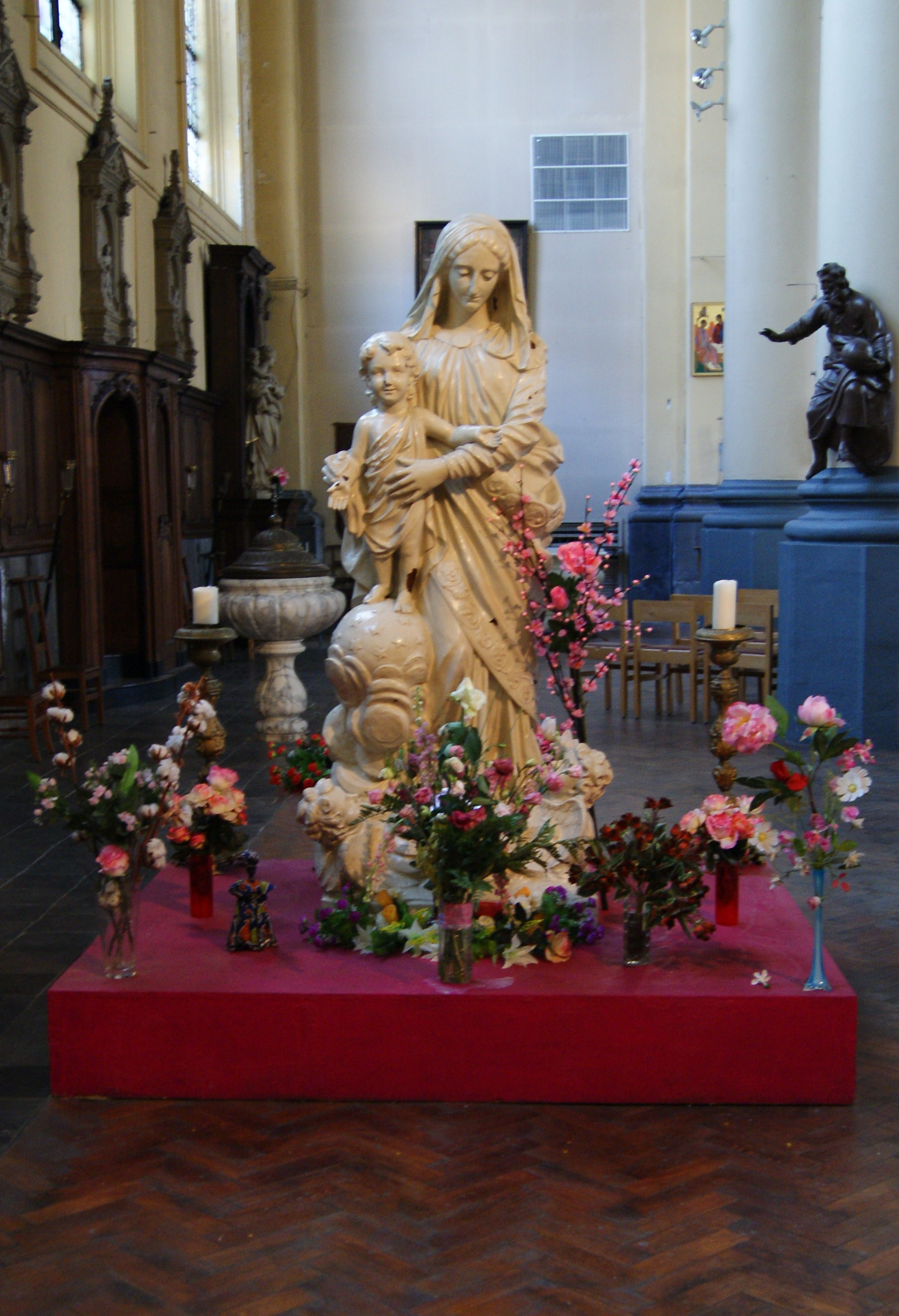
Statue de Notre-Dame (Duquesnoy)
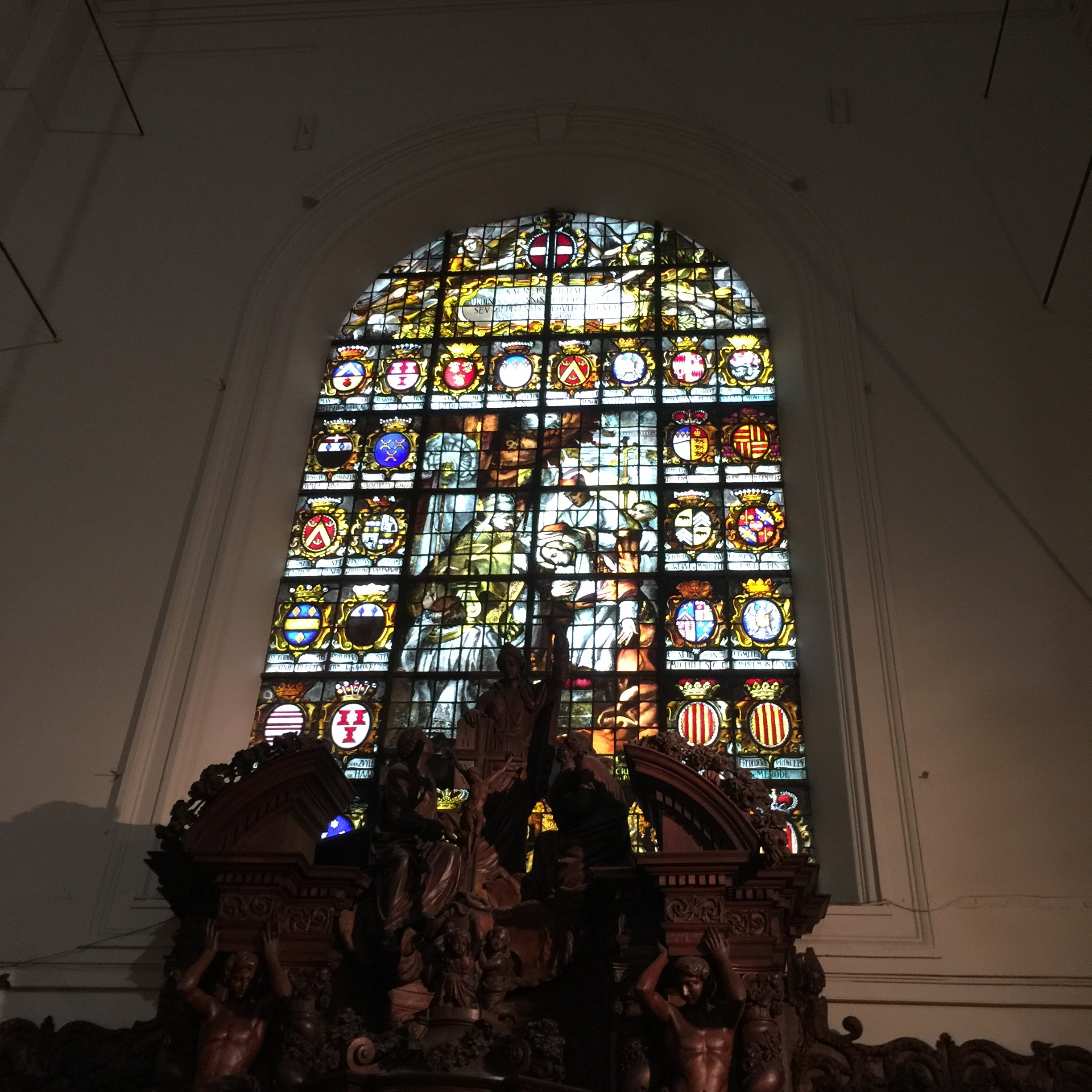
Vitraux armoriés